# 梅兴保
梅兴保（1949年—），汉族，中华人民共和国政治人物、第十一届全国政协委员。
加入中国共产党，担任中国东方资产管理公司总裁、党委副书记。2008年，当选第十一届全国政协委员，代表经济界，分入第三十六组。并担任经济委员会专委。